# Marone (Lombardei)

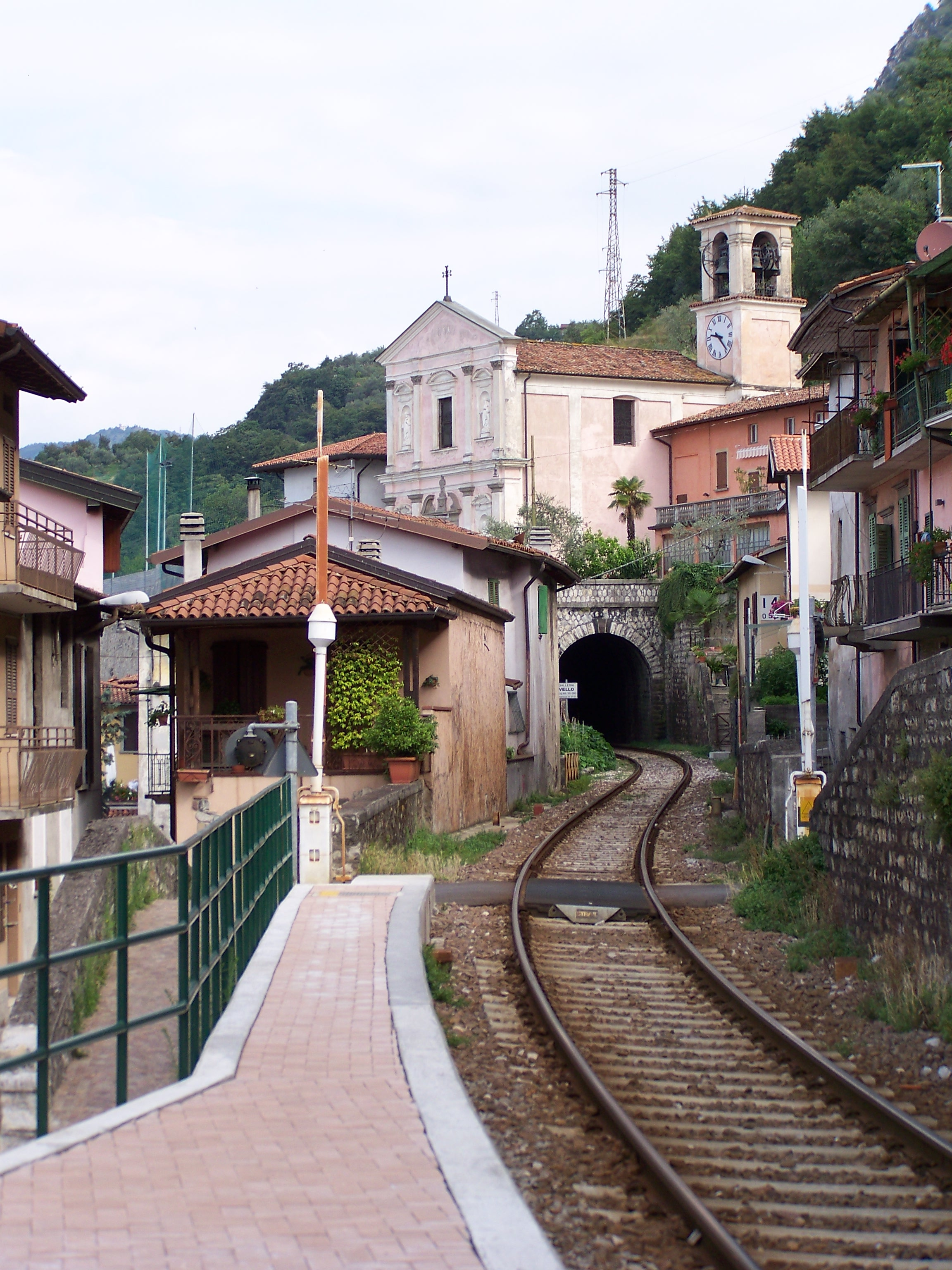
Die Kirche von St. Eufemia in Vello und der Eisenbahntunnel der Bahnstrecke Brescia–Iseo–Edolo

Marone ist eine norditalienische Gemeinde (comune) in der Provinz Brescia in der Region Lombardei. Die Gemeinde zählt 3099 Einwohner (Stand: 31. Dezember 2023). Schutzpatron des Ortes ist der hl. Martin von Tours.

## Geographie
Der Ort Marone liegt am Ostufer des Iseosee. Das Gemeindegebiet umfasst eine Fläche von 22,93 km². Der Ort liegt auf einer Höhe von 189 Metern über dem Meer. Ortsteile (frazioni) sind Ariolo, Collepiano, Monte Marone, Ponzano, Pregasso, Vello und Vesto. Die Nachbargemeinden sind Monte Isola, Zone, Sale Marasino, Pisogne, Gardone Val Trompia, Marcheno, Parzanica (BG) und Riva di Solto (BG). Die Gemeinde grenzt an die Provinz Bergamo.
Marone hat einen Bahnhof an der Bahnstrecke Brescia–Iseo–Edolo.